# Frères missionnaires de Saint François d'Assise
Les frères missionnaires de Saint François d'Assise [CMSF] (Congregatio Missionaria Sancti Francisci Assisiensis), ou frères missionnaires franciscains, forment une congrégation religieuse laïque masculine de droit pontifical. Ses membres font suivre leur nom des initiales CMSF. L'institut religieux est fondé en Inde en 1901 par des laïcs missionnaires allemands et fait partie de la famille des groupes franciscains rassemblés dans le Tiers-Ordre franciscain.

## Historique
Les origines de la fondation de cet institut missionnaire remontent à la fin du XIXe siècle, lorsqu'un groupe zélé de missionnaires allemands partent évangéliser les Indes avec l'appui de l'évêque de Lahore. Ils doivent obligatoirement maîtriser un métier manuel.
L'évêque de Nagpur (en), le français Jean-Marie Crochet, érige la fraternité en institut religieux diocésain le 21 février 1901 et leur confie le territoire de Nimar, où les frères ouvrent un orphelinat et un atelier d'imprimerie. La congrégation de la Propagande de la Foi leur accorde le Decretum laudis le 8 janvier 1921, ce qui en fait une congrégation de droit pontifical. Leur premier chapitre général se tient en 1930 et le frère allemand, Paulus Moritz (1869-1942), est élu supérieur général. Il est considéré comme le fondateur de la congrégation actuelle.
Les constitutions de la congrégation des missionnaires de Saint François d'Assise sont approuvées définitivement par le Saint-Siège le 29 juin 1931.

## Œuvres et diffusion
Les frères missionnaires franciscains se consacrent à l'évangélisation à travers des œuvres variées, comme des léproseries, des asiles de vieillards, des écoles, des foyers pour l'enfance, des orphelinats (au nombre de 32) des centres sociaux, des imprimeries en langues locales, des écoles professionnelles, des hôpitaux et dispensaires, etc. Ils ont par exemple en 2011 le projet de réhabiliter une léproserie au nord de l'Inde dans l'Uttar Pradesh et de fonder un abri pour enfants des rues à Bangalore.
Ils sont présents en Asie, surtout en Inde (avec quatre provinces), et Sri Lanka avec une province, mais aussi en Amérique du Sud (Paraguay et Bolivie regroupés en une province) et en Allemagne (la province allemande a été dissoute par manque de vocations et regroupée avec la province sud-américaine).
Leur maison généralice est à Bombay. Leur recrutement est aujourd'hui presque entièrement asiatique par manque de vocations européennes (mais il reste quelques frères allemands). Ce recrutement asiatique explique la vitalité de la congrégation qui ainsi n'a pas connu de creux de vocations. Ils étaient au 31 décembre 2005, selon l'Annuaire pontifical de 2007, répartis en 92 communautés regroupant 406 religieux (dont 376 en Inde et à Sri Lanka) qui sont tous laïcs. Le supérieur général, depuis 2009, est José Valliara.

## Blogs
http://gsf.over-blog.com/ : Blog du Groupe St François